# Суколинский, Владимир Николаевич
Влади́мир Никола́евич Суколи́нский (бел. Уладзімір Мікалаевіч Сукалінскі; 30 сентября 1951 года — 13 марта 2009 года) — Лауреат Государственной премии Республики Беларусь, доктор медицинских наук, профессор, разработчик антиоксидантного комплекса АК (он же «Резистон» в Белоруссии и «НовоМин» в России), состоящего из витаминов A, E, C, пектина в определённой пропорции.

## Биография
В 1974 году окончил Белорусский государственный медицинский университет. В 1983 году защитил кандидатскую диссертацию, в 1990 году — докторскую.
С апреля 1984 года по май 1985 года возглавлял Гомельский областной клинический онкологический диспансер. С 1985 года по 31 июля 2007 года — заведующий отделом абдоминальной онкопатологии с проктологической группой Научно-исследовательского института онкологии и медицинской радиологии им. Н. Н. Александрова (Минск).
В 1998 году, совместно с профессором, доктором биологических наук, Т. С. Морозкиной, удостоен Государственной премии Республики Беларусь за цикл работ «Решение проблемы повышения эффективности лечения онкологических больных путём разработки и внедрения в клиническую практику новых способов лучевой терапии».
Участвовал в конференции по проблемам охраны здоровья здоровых в Тольятти (27-30 апреля 2006 года) с темами «Роль биоантиоксидантов в жизнедеятельности и защите организма человека от повреждающих факторов», «Применение антиоксидантных препаратов нового поколения в лечении злокачественных опухолей», «Показания к практическому применению БАД „НовоМин“. Вопросы и ответы».
Входил в состав Научно-инновационного центра корпорации «Сибирское Здоровье», где проработал 5 лет.
Скончался 13 марта 2009 года.